# Ephraim Wales Bull

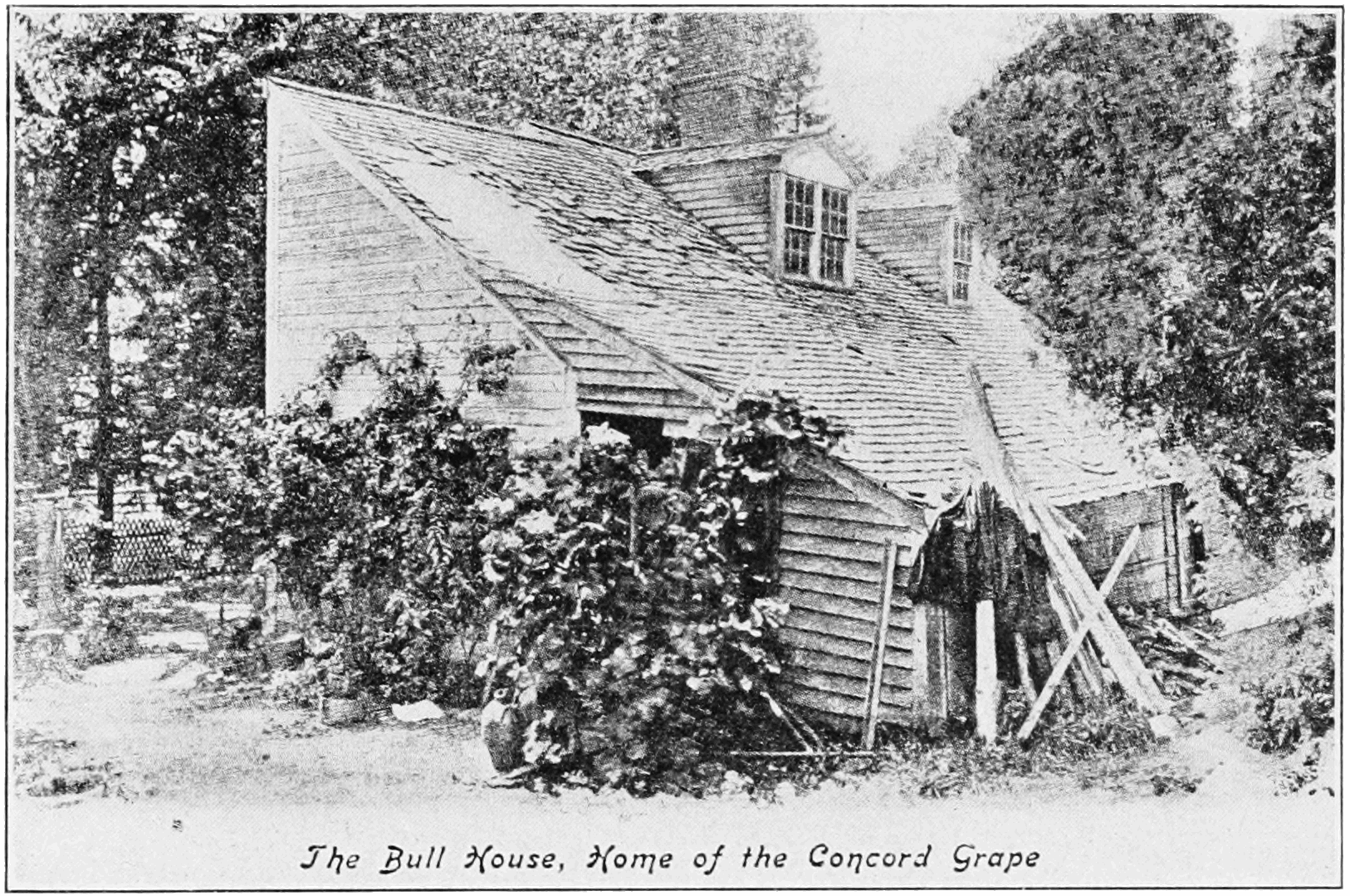
Bulls huis

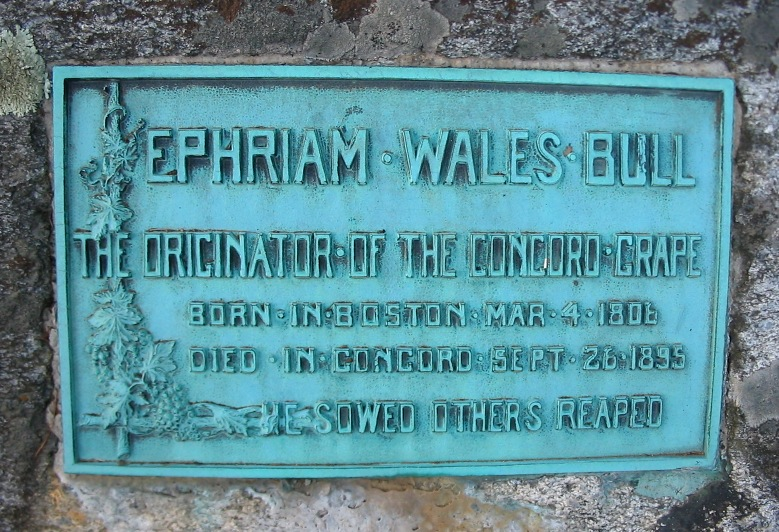
De gedenksteen van Bull

Ephraim Wales Bull (Boston, 4 maart 1806 – Concord, 26 september 1895) was de ontwikkelaar van de Concord-druif.
Bull werd geboren in Boston en was op jonge leeftijd in de leer als goudpletter. Op 10 september 1826 trouwde hij met Mary Ellen Walker. In 1836 vertrok hij met longklachten uit de stad en verhuisde hij met zijn vrouw naar Concord waar zij een boerderij betrokken. Deze boerderij lag naast het huis van Amos Bronson Alcott.
In 1843 begon Bull met zijn zoektocht naar een druivensoort die kon gedijen in het koude klimaat van New England. In 1849, en inmiddels 22000 zaailingen later, bereikte hij zijn doel en had hij een grote en zoete variëteit gekweekt van de inheemse Vitis labrusca, de Concord-druif. Recent genetisch onderzoek heeft uitgewezen dat de Concord gekruist is met de Europese druif Vitis vinifera.  De verkoop werd gestart in 1853, maar binnen de kortste tijd hadden concurrenten, die de wijnstok voor $ 5 gekocht hadden bij Bull, deze zelf in productie gebracht. Bull heeft naast de verkoop van de wijnstokken weinig winst gehaald uit zijn creatie.
Op zijn gedenkteken staat: He sowed others reaped. (Hij zaaide, anderen oogstten).